# Cort Adelers Gade
Cort Adelers Gade er en gade i Indre By i København, der går fra Holbergsgade til Havnegade. Gaden er hovedsageligt bebygget med etageejendomme. Den er opkaldt efter generaladmiral Cort Adeler (1622-1675)

## Historie og bebyggelse
Gaden ligger i kvarteret Gammelholm. Området var indtil 1859 en del af Orlogsværftet men blev derefter bebygget med etageejendomme i 1860'erne og 1870'erne. I den forbindelse blev der anlagt ni nye gader, der overvejende blev opkaldt efter søhelte og teaterpersoner. Cort Adelers Gade blev således opkaldt efter generaladmiral Cort Adeler (1622-1675) i 1870. Han havde som yngre været i nederlandske og veneziansk krigstjeneste. Under et søslag mellem venezianerne og tyrkerne bordede han det tyrkiske admiralskib med sine folk og dræbte personligt den fjendtlige flådechef.
Gammelholm blev tæt bebygget fra starten. Gaderne så godt nok pæne ud med mange dekorerede facader, men i gårdene bag dem blev der bygget mange baghuse, sidehuse, skure og værksteder. Efter den tabte 2. Slesvigske Krig i 1864 havde staten brug for penge, og pladsen skulle derfor udnyttes. Først et århundrede senere begyndte man at sanere og skabe fælles gårdanlæg. I karreen Havnegade / Cort Adelers Gade / Herluf Trolles Gade stod Charlotte Skibsted for det i 1990. Gårdanlægget blev præmieret af Københavns Kommune i 1991.
Et særligt kendetegn ved gaden er, at alle gadehjørnerne ved Holbergsgade og Havnegade er afrundede. Det er ellers ikke så almindeligt i Indre By. Et par af dem er desuden dekoreret særligt iøjnefaldende. Cort Adelers Gade 9 / Havnegade 43 fra 1872 har således hvidt indrammede vinduer og flere hvide lisener på den ellers murstensrøde facade. På de mellemliggende ejendomme er udsmykningen mere behersket. På nr. 5-7 fra 1872 og nr. 10 fra 1875 ses dog flere pilastre. Nr. 3 fra 1873 gør sig til gengæld bemærket med sin lysegule facade.

## Beboere
Forfatteren og sceneinstruktøren på det nærliggende Det Kongelige Teater, H.P. Holst, boede i nr. 7 fra 1887 til 1893. Politikeren J. C. Christensen boede i nr. 12 fra 1905 til 1908, hvor han var konseilpræsident (statsminister). Redaktøren Anker Kirkeby boede i samme ejendom fra 1905 til 1910.